# Cassandra Steen

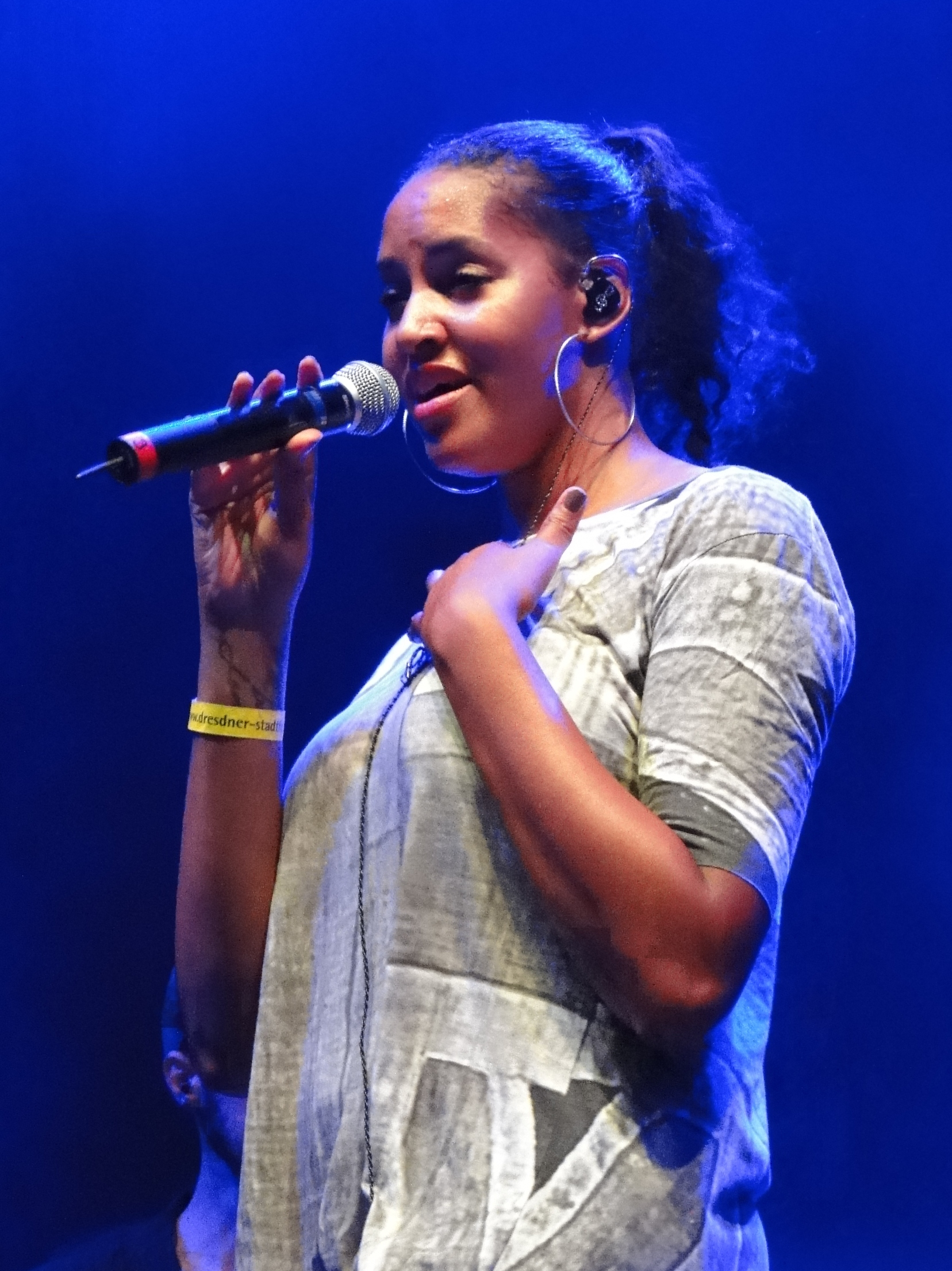
Cassandra Steen, 2011 en Dresde

Cassandra Steen (Ostfildern-Ruit, 9 de febrero de 1980) es una cantante alemana de soul. Es hija de madre alemana y de un soldado estadounidense.

## Biografía
Cassandra Steen creció en la base estadounidense en Stuttgart. En casa hablaba exclusivamente inglés y fuera de ella alemán. Dispone de las dos nacionalidades.
Saltó por primera vez a la fama a los 17 años de edad en un dueto del álbum Quadratur des Kreises de Freundeskreis. Participó en numerosos festivales musicales hasta que consiguió un contrato con Booya Music en 1998 como solista. Dos años más tarde, el gerente del sello 3P, Moses Pelham, la contrató tras escuchar una demo con su música. 
Poco después de la firma del contrato pasó a ser la cantante del grupo Glashaus, con lo que ganó en popularidad. Gracias a la cooperación con Pelham y con el compositor de la banda, Martin Haas, cosecharon 3 álbumes comerciales, así como un sencillo en solitario, Seele mit Herz. A la vez, puso su voz de coro o de fondo en algunas actuaciones de los compañeros de discográfica Illmatic y Sabrina Setlur.
Desde 2003 Cassandra Steen también trabaja al margen de 3P participando en trabajos de músicos como Azad, J-Luv, W4C, Melbeatz, Freundeskreis, Curse, Bushido y Xavier Naidoo. Junto con Bushido editó en 2005 el éxito Hoffnung stirbt zuletzt.
A comienzos de 2009 Cassandra Steen reapareció con un álbum en solitario en alemán: Darum leben wir con el sello Universal Music. Con el primer sencillo del álbum y de título homónimo representó a su land Baden-Württemberg en el concurso musical alemán „Bundesvision Song Contest 2009“ el 13 de febrero en Potsdam, consiguiendo el cuarto puesto. El sencillo Darum leben wir se estrenó el 30 de enero de 2009. En el verano de 2009, en dueto con Adel Tawil, alcanzó el segundo puesto en las ventas alemanas con el sencillo Stadt. Puso la voz en el doblaje al alemán de la película de Disney The Princess and the Frog a la princesa Tiana y cantó junto con el cantante estadounidense de R&B Ne-Yo la canción Never Knew I Needed. La canción alcanzó el puesto 64 en las listas alemanas, pero en Portugal llegó al puesto 15.

## Discografía

### Álbumes
| Año  | Título          | Posición en las listas | Posición en las listas | Posición en las listas | Certificaciones y ventas |
| Año  | Título          | ALE                    | AUT                    | SUI                    | Certificaciones y ventas |
| ---- | --------------- | ---------------------- | ---------------------- | ---------------------- | ------------------------ |
| 2003 | Seele mit Herz  | 59                     | –                      | –                      | - Ventas: 35.000+        |
| 2009 | Darum leben wir | 10                     | 65                     | –                      | - Oro - Ventas: 120.000+ |
| 2011 | Mir so nah      | 5                      | 47                     | 44                     |                          |
| 2014 | Spiegelbild     | 42                     | –                      | –                      |                          |

### Sencillos
| Año  | Título                                | Posición en las listas | Posición en las listas | Posición en las listas | Notas                                |
| Año  | Título                                | ALE                    | AUT                    | SUI                    | Notas                                |
| ---- | ------------------------------------- | ---------------------- | ---------------------- | ---------------------- | ------------------------------------ |
| 2003 | Alles was du willst Seele mit Herz    | 81                     | −                      | −                      | (con la participación de Illmat!c)   |
| 2009 | Darum leben wir                       | 6                      | 48                     | –                      |                                      |
| 2009 | Stadt Darum leben wir                 | 2                      | 3                      | 31                     | (con la participación de Adel Tawil) |
| 2009 | Glaub ihnen kein Wort Darum leben wir | 49                     | –                      | –                      |                                      |
| 2011 | Gebt alles Mir so nah                 | 31                     | –                      | –                      |                                      |
| 2011 | Tanz Mir so nah                       | 28                     | 30                     | –                      |                                      |

### Cooperaciones
| Año  | Título                                            | Posición en las listas | Posición en las listas | Posición en las listas | Notas                                                                   |
| Año  | Título                                            | ALE                    | AUT                    | SUI                    | Notas                                                                   |
| ---- | ------------------------------------------------- | ---------------------- | ---------------------- | ---------------------- | ----------------------------------------------------------------------- |
| 1997 | Wenn der Vorhang fällt Quadratur des Kreises      | 77                     | −                      | −                      | (Freundeskreis con la participación de Cassandra Steen)                 |
| 2003 | Liebe Sabs                                        | 52                     | −                      | −                      | (Sabrina Setlur con la participación de Cassandra Steen)                |
| 2004 | Hoffnung stirbt zuletzt Electro Ghetto            | 29                     | −                      | −                      | (Bushido con la participación de Cassandra Steen)                       |
| 2006 | Eines Tages Game Over                             | 44                     | −                      | −                      | (Azad con la participación de Cassandra Steen)                          |
| 2006 | Wahre Liebe Romio & Julia                         | −                      | −                      | −                      | (Manuel Cortez & Lara Isabelle con la participación de Cassandra Steen) |
| 2006 | Ich trage dich David Generation                   | 56                     | −                      | −                      | (con Zeichen der Zeit)                                                  |
| 2008 | Wann MTV Unplugged                                | 35                     | 39                     | –                      | (Xavier Naidoo con Cassandra Steen)                                     |
| 2009 | Never Knew I Needed Küss den Frosch (OST)         | 64                     | –                      | –                      | (Ne-Yo con la participación de Cassandra Steen)                         |
| 2012 | Liebe Ist Einfach L'amore è una cosa semplice     | –                      | –                      | –                      | (Tiziano Ferro con la participación de Cassandra Steen)                 |
| 2013 | Unter die Haut Am seidenen Faden - Unter die Haut | 16                     | 49                     | 59                     | (Tim Bendzko con la participación de Cassandra Steen)                   |
| 2016 | Ich lauf Home Under the Sky                       | –                      | –                      | –                      | (Fahrenhaidt & Vincent Malin con la participación de Cassandra Steen)   |

### Sencillos con Glashaus
- 2001: Wenn das Liebe ist
- 2001: Was immer es ist
- 2001: Ohne Dich
- 2001: Trost
- 2002: Bald (und wir sind frei)
- 2002: Land in Sicht
- 2002: Ich bring' Dich durch die Nacht
- 2005: Haltet die Welt an
- 2005: Du
- 2005: Is' nur Kino
- 2006: In meinem Leben

## Galardones
Echo
- 2010: Artista Nacional Feminina